# Warrenby
Warrenby – wieś w Anglii, w hrabstwie ceremonialnym North Yorkshire, w dystrykcie (unitary authority) Redcar and Cleveland. Leży 74 km na północ od miasta York i 352 km na północ od Londynu.